# Бахвалов, Георгий Павлович
Георгий Павлович Бахвалов (1914—1974) — подполковник Советской Армии, участник Великой Отечественной войны, Герой Советского Союза (1944).

## Биография
Родился 10 января 1914 года в деревне Яковцево (ныне — Буйский район Костромской области) в крестьянской семье. Двоюродный брат Героя Советского Союза Бахвалова В. П. Окончил четыре класса школы в деревне Красниково, затем ещё семь классов — в Ленинграде, после чего поступил в школу фабрично-заводского ученичества при заводе имени Козицкого. Окончил геолого-гидрогеодезический техникум, после чего работал геологом. В 1937 году был призван на службу в Рабоче-крестьянскую Красную Армию. В 1938 году окончил 3-ю военную школу лётчиков имени Ворошилова в Оренбурге. Служил в Белорусской ССР, в местечке Улла под Витебском, в должности лётчика-наблюдателя. Там его застало начало Великой Отечественной войны.
Первое время воевал на Западном фронте в составе 128-го ближнебомбардировочного авиаполка. С декабря 1941 года воевал в составе Калининского фронта. Был штурманом на самолёте «У-2», совершал разведывательные полёты. В январе 1942 года он был награждён орденом Красной Звезды, а в июне — орденом Красного Знамени. Дважды его самолёт горел, один раз был сбит и выпрыгнул с парашютом на вражеской территории, после чего добрался до расположения своей части с важными разведывательными данными. Несмотря на то, что он был контужен и получил ожоги второй степени, отказался отправиться в госпиталь, оставшись при части адъютантом эскадрильи. После выздоровления в январе 1943 года будучи в звании капитана стал старшим лётчиком-наблюдателем в 11-м отдельном разведывательном авиаполку, где освоил новый самолёт «Пе-2», на котором летал до конца войны, был штурманом в экипаже капитана Леонова. Принимал участие в воздушной разведке и аэрофотосъёмке войск и техники противника на станциях Дрисса, Вязьма, Ржев, Городок, Духовщина. Также фотографировал аэродромы, опорные пункты, узлы сопротивления у Смоленска, Вязьмы, Витебска, Полоцка. 10 сентября 1943 года, отбившись от 6 немецких истребителей «Фокке-Вульф-190», экипаж сумел доставить разведданные со Смоленского направления в штаб.
К сентябрю 1943 года капитан совершил 169 боевых вылетов на проведение разведки войск противника, аэрофотосъёмки, бомбардировки боевой техники и живой силы противника. В конце 1943 года он был награждён вторым орденом Красного Знамени, а позднее — орденом Отечественной войны 2-й степени.
Указом Президиума Верховного Совета СССР «О присвоении звания Героя Советского Союза офицерскому составу военно-воздушных сил Красной Армии» от 4 февраля 1944 года за «образцовое выполнение боевых заданий командования на фронте борьбы с немецкими захватчиками и проявленные при этом отвагу и геройство» был удостоен высокого звания Героя Советского Союза с вручением ордена Ленина и медали «Золотая Звезда» за номером 1917.
Участвовал в боях за освобождение Белоруссии и Прибалтики, Восточной Пруссии. После окончания войны продолжил служить в Советской Армии. Служил в авиационных частях в Латвийской ССР (Шяуляй, Рига), ГДР, Румынии, Украины. Был уволен в запас в звании подполковника.
Проживал в городе Ивано-Франковск Украинской ССР, где работал в научно-исследовательской лаборатории объединения «Укрнефть» инженером-геологом. Умер 29 сентября 1974 года, похоронен в Ивано-Франковске.
Память
- Его бюст установлен в городе Буй на Аллее Победы.
- В 1989 году Почтой СССР был выпущен маркированный конверт, посвящённый Георгию Бахвалову[1].